# Arras-Kaserne
Die Arras-Kaserne war eine Artillerie-Kaserne der Wehrmacht im Augsburger Stadtteil Kriegshaber, die nach der Schlacht von Arras im Ersten Weltkrieg benannt wurde.

## Geschichte
Die Arras-Kaserne wurde in der Mitte der 1930er-Jahre von der Wehrmacht auf einer schon seit 1806 als Großer Exerzierplatz genutzten Fläche errichtet. Sie bildete den südlichen Teil eines Kasernenkomplexes, der außerdem die Panzerjäger- und Somme-Kaserne umfasste. 1936/37 wurde das Gelände um ein von allen drei Kasernen gemeinsam genutztes Offizierskasino ergänzt.
Der gesamte Kasernenkomplex blieb im Zweiten Weltkrieg nahezu unbeschädigt und wurde direkt nach Kriegsende von der US-amerikanischen Armee übernommen. Anfangs dienten einige Gebäude der Arras-Kaserne als Kriegsgefangenenlager. Am 20. Mai 1945 richtete die Militärregierung in der Kaserne ein Lazarett ein. Im April 1947 wurden diese Bauten mit Genehmigung der Militärregierung in das Westkrankenhaus umgewandelt und gingen schließlich 1970 in das Eigentum der Stadt Augsburg über. Daneben hatten bis 1951 drei deutsche Unternehmen ihren Sitz in Gebäuden der Arras-Kaserne.
Im Jahr 1953 legte die US-amerikanische Armee die drei bis dahin nach wie vor eigenständig geführten Kasernen zu den Reese Barracks zusammen. Die Benennung erfolgte zu Ehren von James W. Reese, einem Träger der Medal of Honor, der im August 1943 auf Sizilien die Eroberung eines feindlichen Stützpunktes erheblich beigeführt hatte und dabei gefallen war. Die Reese-Kaserne wurde von der US-Armee bis 1993/94 genutzt.

## Heutige Nutzung
Das Westkrankenhaus wurde 1982 mit Eröffnung des Zentralklinikums Augsburg stillgelegt. Das ehemalige Offizierskasino der drei Kasernen wird heute als Kulturhaus Abraxas für kulturelle Veranstaltungen genutzt, die Gebäude der ehemaligen Arras-Kaserne werden teilweise für den „Kulturparks West“ genutzt. Auf Dauer wird das gesamte Gelände der Reese-Kaserne in einem städtebaulichen Entwicklungsprozess in den Stadtteil Kriegshaber integriert.